# Tetragoneura mallecoensis
Tetragoneura mallecoensis är en tvåvingeart som beskrevs av Duret 1984. Tetragoneura mallecoensis ingår i släktet Tetragoneura och familjen svampmyggor. Inga underarter finns listade i Catalogue of Life.